# استرلینگتون (لوئیزیانا)
استرلینگتون (به انگلیسی: Sterlington) شهری در ایالت لوئیزیانا کشور ایالات متحده آمریکا است که جمعیت آن در سرشماری سال ۲۰۱۰ میلادی، ۱٬۵۹۴ نفر بوده‌است.